# Comuna de Regimin
Regimin (polaco: Gmina Regimin) é uma gminy (comuna) na Polónia, na voivodia de Mazóvia e no condado de Ciechanowski. A sede do condado é a cidade de Regimin.
De acordo com os censos de 2004, a comuna tem 4988 habitantes, com uma densidade 44,8 hab/km².

## Área
Estende-se por uma área de 111,29 km², incluindo:
- área agricola: 69%
- área florestal: 20%

## Demografia
Dados de 30 de Junho 2004:
|                      | Total   | Total | Mulheres | Mulheres | Homens  | Homens |
| -------------------- | ------- | ----- | -------- | -------- | ------- | ------ |
|                      | pessoas | %     | pessoas  | %        | pessoas | %      |
| População            | 4988    | 100   | 2465     | 49,4     | 2523    | 50,6   |
| Densidade (pop./km²) | 44,8    | 100   | 22,1     | 22,1     | 22,7    | 22,7   |

De acordo com dados de 2002, o rendimento médio per capita ascendia a 1398,79 zł.

## Subdivisões
- Grzybowo, Jarluty Duże, Jarluty Małe, Kalisz, Karniewo, Kątki, Klice, Kliczki, Kozdroje-Włosty, Koziczyn, Lekowo, Lekówiec, Lipa, Mościce, Pawłowo, Pawłówko, Pniewo-Czeruchy, Pniewo Wielkie, Przybyszewo, Radomka, Regimin, Szulmierz, Targonie, Trzcianka, Zeńbok.

## Comunas vizinhas
- Ciechanów, Czernice Borowe, Grudusk, Opinogóra Górna, Strzegowo, Stupsk